# Lista stadionów piłkarskich we Włoszech
Lista stadionów piłkarskich we Włoszech składa się z obiektów drużyn znajdujących się w Serie A (I poziomie ligowym Włoch) oraz Serie B (II poziomie ligowym Włoch). Na najwyższym poziomie rozgrywkowym znajduje się 20 drużyn, a na drugim poziomie 22 drużyny, których stadiony zostały przedstawione w poniższej tabeli według kryterium pojemności, od największej do najmniejszej. Tabela uwzględnia również miejsce położenia stadionu (miasto oraz region), klub do którego obiekt należy oraz rok jego otwarcia lub renowacji.
Do listy dodano również stadiony o pojemności powyżej 10 tys. widzów, które są areną domową drużyn z niższych lig lub obecnie w ogóle nie rozgrywano mecze piłkarskie.
Na 8 stadionach z listy: Stadio del PNF w Rzymie, San Siro w Mediolanie, Stadio Giorgio Ascarelli w Neapolu, Stadio Benito Mussolini w Turynie, Stadio Littorale w Bolonii, Stadio Vittorio Marassi w Genui, Stadio Giovanni Berta we Florencji oraz Stadio Littorio w Trieście zostały rozegrane Mistrzostwa Świata w Piłce Nożnej 1934, które organizowały Włochy. Na Stadio del PNF został rozegrany finał tych mistrzostw.
Na trzech stadionach z listy: Stadio Olimpico w Rzymie, Stadio San Paolo w Neapolu oraz Stadio Comunale we Florencji zostały rozegrane Mistrzostwa Europy w Piłce Nożnej 1968, które organizowały Włochy. Na Stadio Olimpico został rozegrany finał tych mistrzostw.
Na czterech stadionach z listy: Stadio Olimpico w Rzymie, San Siro w Mediolanie, Stadio San Paolo w Neapolu oraz Stadio Comunale w Turynie zostały rozegrane Mistrzostwa Europy w Piłce Nożnej 1980, które organizowały Włochy. Na Stadio Olimpico został rozegrany finał tych mistrzostw.
Na 12 stadionach z listy: Stadio Olimpico w Rzymie, San Siro w Mediolanie, Stadio San Paolo w Neapolu, Stadio delle Alpi w Turynie, Stadio San Nicola w Bari, Stadio Marcantonio Bentegodi w Weronie, Stadio Artemio Franchi we Florencji, Stadio Sant’Elia w Cagliari, Stadio Renato Dall'Ara w Bolonii, Stadio Friuli w Udine, Stadio Della Favorita w Palermo oraz Stadio Luigi Ferraris w Genui zostały rozegrane Mistrzostwa Świata w Piłce Nożnej 1990. Na Stadio Olimpico w Rzymie został rozegrany finał tych mistrzostw.
Legenda:

    – stadiony IV kategorii UEFA

    – stadiony w budowie lub przebudowie

    – stadiony zamknięte lub zburzone
| Lp. | Nazwa stadionu                      | Miejscowość              | Region                  | Drużyny                                                                   | Otwarty / renowacja | Pojemność         | Zdjęcie |
| --- | ----------------------------------- | ------------------------ | ----------------------- | ------------------------------------------------------------------------- | ------------------- | ----------------- | ------- |
| 1   | Stadio Giuseppe Meazza              | Mediolan                 | Lombardia               | A.C. Milan, Inter Mediolan i Reprezentacja Włoch                          | 1927                | 80 074            |         |
| 2   | Stadio Olimpico                     | Rzym                     | Lacjum                  | AS Roma, S.S. Lazio i Reprezentacja Włoch                                 | 1952                | 72 700            |         |
| 3   | Stadio San Paolo                    | Neapol                   | Kampania                | SSC Napoli                                                                | 1959                | 60 240            |         |
| 4   | Stadio San Nicola                   | Bari                     | Apulia                  | Bari                                                                      | 1990                | 58 248            |         |
| 5   | Stadio Artemio Franchi              | Florencja                | Toskania                | ACF Fiorentina                                                            | 1931                | 47 282            |         |
| 6   | Stadio Flaminio                     | Rzym                     | Lacjum                  | Atletico Roma                                                             | 1957                | 42 000            |         |
| 7   | Stadio Friuli                       | Udine                    | Friuli-Wenecja Julijska | Udinese Calcio                                                            | 1976                | 41 652            |         |
| 8   | Juventus Stadium                    | Turyn                    | Piemont                 | Juventus F.C.                                                             | 2011                | 41 000            |         |
| 9   | Stadio San Filippo                  | Mesyna                   | Sycylia                 | ACR Messina                                                               | 2004                | 40 200            |         |
| 10  | Stadio Renato Dall'Ara              | Bolonia                  | Emilia-Romania          | Bologna FC                                                                | 1927                | 39 444            |         |
| 11  | Stadio Marc’Antonio Bentegodi       | Werona                   | Wenecja Euganejska      | Chievo i Verona                                                           | 1963                | 39 211            |         |
| 12  | Stadio Renzo Barbera                | Palermo                  | Sycylia                 | US Palermo                                                                | 1932                | 37 619            |         |
| 13  | Stadio Arechi                       | Salerno                  | Kampania                | Salernitana                                                               | 1990                | 37 245            |         |
| 14  | Stadio Luigi Ferraris               | Genua                    | Liguria                 | Genoa CFC i UC Sampdoria                                                  | 1911                | 36 536            |         |
| 15  | Stadio Via del Mare                 | Lecce                    | Apulia                  | Lecce                                                                     | 1966                | 36 285            |         |
| 16  | Stadio Nereo Rocco                  | Triest                   | Friuli-Wenecja Julijska | Triestina                                                                 | 1992                | 32 454            |         |
| 17  | Stadio Euganeo                      | Padwa                    | Wenecja Euganejska      | Padova                                                                    | 1994                | 32 336            |         |
| 18  | Stadio Renato Curi                  | Perugia                  | Umbria                  | Perugia                                                                   | 1975                | 28 000            |         |
| 19  | Stadio Olimpico di Torino           | Turyn                    | Piemont                 | Torino FC                                                                 | 1933                | 27 994            |         |
| 20  | Stadio Ennio Tardini                | Parma                    | Emilia-Romania          | Parma                                                                     | 1923                | 27 906            |         |
| 21  | Stadio Oreste Granillo              | Reggio di Calabria       | Kalabria                | Reggina                                                                   | 1932                | 27 763            |         |
| 22  | Stadio Erasmo Iacovone              | Tarent                   | Apulia                  | Taranto                                                                   | 1965                | 27 584            |         |
| 23  | Stadio Mario Rigamonti              | Brescia                  | Lombardia               | Brescia                                                                   | 1928                | 27 547            |         |
| 24  | Stadio Partenio                     | Avellino                 | Kampania                | Avellino                                                                  | 1973                | 26 308            |         |
| 25  | Stadio Pino Zaccheria               | Foggia                   | Apulia                  | Foggia                                                                    | 1925                | 25 000            |         |
| 26  | Stadio Atleti Azzurri d’Italia      | Bergamo                  | Lombardia               | Atalanta BC i AlbinoLeffe                                                 | 1928                | 24 642            |         |
| 27  | Stadio del Conero                   | Ankona                   | Marche                  | Ancona                                                                    | 1992                | 23 976            |         |
| 28  | Stadio Dino Manuzzi                 | Cesena                   | Emilia-Romania          | Cesena                                                                    | 1957                | 23 860            |         |
| 29  | Stadio Adriatico                    | Pescara                  | Abruzja                 | Delfino Pescara 1936                                                      | 1955                | 23 800            |         |
| 30  | Stadio Sant’Elia                    | Cagliari                 | Sardynia                | Cagliari Calcio                                                           | 1970                | 23 486            |         |
| 31  | Stadio Angelo Massimino             | Katania                  | Sycylia                 | Calcio Catania                                                            | 1937                | 23 420            |         |
| 32  | Stadio Riviera delle Palme          | San Benedetto del Tronto | Marche                  | Sambenedettese                                                            | 1985                | 22 000            |         |
| 33  | Stadio Leonardo Garilli             | Piacenza                 | Emilia-Romania          | Piacenza                                                                  | 1969                | 21 608            |         |
| 34  | Stadio Libero Liberati              | Terni                    | Umbria                  | Ternana                                                                   | 1969                | 21 000            |         |
| 35  | Stadio Giovanni Zini                | Cremona                  | Lombardia               | Cremonese                                                                 | 1919                | 20 641            |         |
| 36  | Stadio Alberto Braglia              | Modena                   | Emilia-Romania          | Modena                                                                    | 1936                | 20 507            |         |
| 37  | Mapei Stadium – Città del Tricolore | Reggio nell’Emilia       | Emilia-Romania          | Reggiana                                                                  | 1995                | 20 084            |         |
| 38  | Stadio Cino e Lillo Del Duca        | Ascoli Piceno            | Marche                  | Ascoli                                                                    | 1962                | 20 000            |         |
| 39  | Stadio Carlo Castellani             | Empoli                   | Toskania                | Empoli FC                                                                 | 1923                | 19 847            |         |
| 40  | Stadio Armando Picchi               | Livorno                  | Toskania                | Livorno                                                                   | 1933                | 19 238            |         |
| 41  | Stadio Brianteo                     | Monza                    | Lombardia               | Monza                                                                     | 1988                | 18 568            |         |
| 42  | Stadio Paolo Mazza                  | Ferrara                  | Emilia-Romania          | SPAL                                                                      | 1928                | 17 955            |         |
| 43  | Stadio Silvio Piola                 | Novara                   | Piemont                 | Novara                                                                    | 1976                | 17 875            |         |
| 43  | Arena Garibaldi                     | Piza                     | Toskania                | Pisa                                                                      | 1919                | 17 000            |         |
| 44  | Stadio Is Arenas                    | Quartu Sant’Elena        | Sardynia                | Cagliari Calcio                                                           | 2012                | 16 500            |         |
| 45  | Stadio Artemio Franchi              | Siena                    | Toskania                | Siena                                                                     | 1923                | 15 725            |         |
| 46  | Stadio Danilo Martelli              | Mantua                   | Lombardia               | Mantova                                                                   | 1961                | 14 844            |         |
| 47  | Stadio Giglio                       | Reggio nell’Emilia       | Emilia-Romania          | Reggiana                                                                  | 1995                | 14 138            |         |
| 48  | Stadio Nicola Ceravolo              | Catanzaro                | Kalabria                | Catanzaro                                                                 | 1919                | 13 619            |         |
| 49  | Stadio Giuseppe Sinigaglia          | Como                     | Lombardia               | Como                                                                      | 1927                | 13 602            |         |
| 50  | Stadio Marcello Melani              | Pistoia                  | Toskania                | Pistoiese                                                                 | 1966                | 13 195            |         |
| 51  | Stadio Città di Arezzo              | Arezzo                   | Toskania                | Arezzo                                                                    | 1961                | 13 128            |         |
| 52  | Stadio Romeo Menti                  | Vicenza                  | Wenecja Euganejska      | Vicenza                                                                   | 1934                | 12 500            |         |
| 53  | Stadio Bruno Benelli                | Rawenna                  | Emilia-Romania          | Ravenna                                                                   | 1966                | 12 020            |         |
| 54  | Stadio Simonetta Lamberti           | Cava de’ Tirreni         | Kampania                | Cavese                                                                    | 1960                | 12 000            |         |
| 55  | Stadio Vanni Sanna                  | Sassari                  | Sardynia                | Sassari                                                                   | 1922                | 12 000            |         |
| 56  | Stadio Pierluigi Penzo              | Wenecja                  | Wenecja Euganejska      | Venezia                                                                   | 1913                | 10 500            |         |
| 57  | Stadio Romeo Menti                  | Castellammare di Stabia  | Kampania                | Juve Stabia                                                               | 1984                | 10 400            |         |
| 58  | Stadio Alberto Picco                | La Spezia                | Liguria                 | Spezia                                                                    | 1919                | 10 336            |         |
| 59  | Arena Civica                        | Mediolan                 | Lombardia               | Inter Mediolan (1930–1958)                                                | 1807                | 10 074            |         |
| 60  | Stadio Omobono Tenni                | Treviso                  | Wenecja Euganejska      | Treviso                                                                   | 1933                | 10 000            |         |
| 61  | Stadio Tommaso Fattori              | L’Aquila                 | Abruzja                 | L’Aquila                                                                  | 1933                | 10 000            |         |
| –   | Campo Testaccio                     | Rzym                     | Lacjum                  | AS Roma (1929–1940)                                                       | 1929                | rozebrano 1940    |         |
| –   | Stadio delle Alpi                   | Turyn                    | Piemont                 | Juventus F.C. (1990–2011)                                                 | 1990                | rozebrano 2009    |         |
| –   | Stadio di Corso Marsiglia           | Turyn                    | Piemont                 | Juventus F.C. (1922–1933)                                                 | 1922                | rozebrano 1933    |         |
| –   | Stadio Giorgio Ascarelli            | Neapol                   | Kampania                | SSC Napoli (1930–1934)                                                    | 1930                | zniszczony w 1942 |         |
| –   | Stadio Motovelodromo Umberto I      | Turyn                    | Piemont                 | FC Torinese (1900–1903), Juventus F.C. (1905–1906), Torino FC (1907–1910) | 1895                | rozebrano 1917    |         |